# Silnice II/451
Silnice II/451 je silnice II. třídy, která vede z Vrbna pod Pradědem do Nových Heřminov. Je dlouhá 26,6 km. Prochází jedním krajem a jedním okresem.

## Vedení silnice

### Moravskoslezský kraj, okres Bruntál
- Vidly (křiž. II/450)
- Bílý Potok
- Železná
- Vrbno pod Pradědem (křiž. II/445, II/452, III/44520, peáž s II/445, II/452)
- Karlovice (křiž. II/452, III/4512, peáž s II/452)
- Pocheň
- Široká Niva (křiž. III/4525, III/4588)
- Kunov (křiž. III/4514)
- Nové Heřminovy (křiž. I/45)